# Rinky Hijikata
 (juin 2024).
Si vous disposez d'ouvrages ou d'articles de référence ou si vous connaissez des sites web de qualité traitant du thème abordé ici, merci de compléter l'article en donnant les références utiles à sa vérifiabilité et en les liant à la section « Notes et références ».
Rinky Hijikata, né le 23 février 2001 à Sydney, est un joueur de tennis australien d'origine japonaise, professionnel depuis 2021.

## Carrière
Espoir du tennis australien, Rinky Hijikata se hisse à la 9e place mondiale en junior à l'issue de la saison 2018. Ses meilleurs résultats cette année-là sont un quart de finale à l'Open d'Australie, une finale aux Internationaux du Canada et une autre début novembre aux Championnats d'Asie/Océanie en Corée du Sud. En double, il s'est distingué en obtenant une médaille d'argent lors des Jeux olympiques de la jeunesse de Buenos Aires avec le Bulgare Adrian Andreev.
Il a fréquenté pendant un an les rangs de l'Université de Caroline du Nord à Chapel Hill avant d'interrompre son cursus afin de passer professionnel. Il rencontre rapidement le succès en décrochant quatre titres en 2021 puis confirme l'année suivante en s'imposant à Bakersfield et Calabasas. Lors du tournoi ATP de Cabo San Lucas, il perd au second tour contre le n°1 mondial Daniil Medvedev. Ces résultats lui valent un invitation pour participer à son premier tournoi du Grand Chelem à l'US Open. Il y est battu au premier tour par Rafael Nadal. En octobre, il remporte son premier tournoi Challenger à Playford.

### 2023: titre en double à l'Open d'Australie et huitièmes de finale à l'US Open
En 2023, il remporte le double messieurs de l'Open d'Australie avec son compatriote Jason Kubler en battant notamment en quarts de finale les premières têtes de série Wesley Koolhof et Neal Skupski. En simple, il passe le premier tour en renversant Yannick Hanfmann en cinq sets.
Il obtient un titre à Burnie (challenger). Puis enchaîne trois défaites en challenger dès le premier tour. Il se qualifie pour le tableau final d’Indian Wells, il passe un tour face à Mikael Ymer (6-4, 7-5) mais est battu par Sebastián Báez (6-3, 6-1). Zhang Zhizhen l'élimine d'entrée à Phoenix, en tournoi challenger, après avoir éliminé Jan-Lennard Struff durant les qualifications.
Il reste sur les tournois challenger jusqu'au tournoi de Bois-le-Duc. Lucky looser, il atteint la demi-finale. Il élimine coup sur coup Gijs Brouwer (6-7, 6-3, 6-2), Marc-Andrea Hüsler (2-6, 7-5, 6-3), Mackenzie McDonald (5-7, 6-3, 6-1). Il est sorti du tournoi par son compatriote Jordan Thompson (7-6, 6-3).
Il lui faut attendre le tournoi de Winston-Salem pour passer à nouveau le premier tour.
Invité pour l'US Open, il améliore sa meilleure performance dans un tournoi majeur en profitant d'un tableau ouvert. Il bat le Russe Pavel Kotov au premier tour (7-5, 5-7, 6-3, 7-5), puis vient à bout facilement de Márton Fucsovics (6-1, 6-2, 6-1). Il retrouve Zhang Zhizhen au troisième tour et prend sa revanche contre ce dernier en quatre sets (6-3, 6-3, 4-6, 6-3). En huitième, il fait face à Frances Tiafoe, dixième mondial, contre qui il perd en trois sets (6-4, 6-1, 6-4).

### 2024: année mitigée et fin d'année avec un titre en challenger
Il essuie une élimination directe à Adélaïde. Classé 71e mondial, il se présente à l'Open d'Australie en simple et en double, puisqu'il a un titre à défendre associé à Jason Kubler. En simple, il perd d'entrée face à Jan-Lennard Struff. En double, le duo essuie un échec dès le 2e tour face à la paire allemande Yannick Hanfmann - Dominik Köpfer.
Il réussit à arriver en quarts de finale à Delray Beach. Il élimine Liam Broady et  Matteo Arnaldi. C'est le lauréat du tournoi Taylor Fritz qui le vainc. Il lui faut attendre avril et le tournoi challenger d'Acapulco pour qu'il dépasse le second tour. Il y atteint les quarts de finale.
Il essuie ensuite une nouvelle série de cinq éliminations précoces.
Au Queen's, il arrive a créer la surprise en réalisant un bon parcours en simple. Il élimine Frances Tiafoe sur abandon au premier tour (7-5, 4-6, 1-0). Puis il vient à bout de Matteo Arnaldi sur un double 7-6. Il finira par être sorti du tournoi par Sebastian Korda mais en réussissant à engranger le premier set (7-6, 3-6, 4-6).
Retour sur le circuit secondaire, il arrive en quarts lors des deux levées du tournoi d'Hangzhou. Éliminé par Brandon Nakashima et Mackenzie McDonald. Puis, il remporte celui de Playford.
Première tête de série, il élimine difficilement le Britannique Emile Hudd (7-6, 7-6), puis il vainc ses compatriotes Dane Sweeny (6-4, 6-3) et Omar Jasika (5-7, 7-6, 6-3). Il passe ensuite les demi-finales face au Japonais Masamichi Imamura (5-7, 6-4, 6-4). Il obtient le titre face à un autre Japonais, Yuta Shimizu (6-4, 7-6). Il poursuit son parcours en challenger avec un autre tournoi. Il se rend à Sydney et y atteint la finale.

### 2025: seconde finale en double en grand chelem
Aligné à Adélaïde en tant que repêché, il passe le premier tour face à David Goffin en deux sets (6-1 6-2), puis la 7e tête de série Brandon Nakashima (6-2 3-6 7-6). Il sera éliminé en quarts de finale par Tommy Paul.
Il échoue au premier tour lors de l'Open d'Australie, et au second au challenger de Brisbane. Il se ressaisie à Dallas  où il passe le premier tour face au français Adrian Mannarino, mais échoue à concrétiser au tour suivant. En double, aligné avec Alex Michelsen il ne passe qu'un seul tour.
Bu Yunchaokete  l'élimine au premier tour à Delray Beach . Échouant régulièrement au premier ou second tour, il attend le tournoi de Bordeaux. Là, il se ressaisie et élimine coup sur coup le 100e mondial Nishesh Basavareddy, puis, il créé la surprise en sortant la 2e tête de série et 33e mondial Sebastián Báez. Il poursuit en éliminant Benjamin Hassan; 
Aligné en simple àWimbledon; mais aussi en double; il ne passe que le premier tour en simple. Mais, en double il s'associe à David Pel avec qui il arrive en finale. Ils éliminent trois paires têtes de série sur leur passage dont la première composée de Marcelo Arévalo et Mate Pavić en demie finale. 

## Palmarès

### Titres en double messieurs
| No | Date       | Nom et lieu du tournoi                                | Catégorie | Dotation      | Surface    | Partenaire   | Finalistes                 | Score     |          |
| -- | ---------- | ----------------------------------------------------- | --------- | ------------- | ---------- | ------------ | -------------------------- | --------- | -------- |
| 1  | 19-01-2023 | Australian Open Melbourne                             | G. Chelem | 34 848 000 A$ | Dur (ext.) | Jason Kubler | Hugo Nys Jan Zieliński     | 6-4, 7-64 | Parcours |
| 2  | 16-10-2023 | Kinoshita Group Japan Open Tennis Championships Tokyo | ATP 500   | 1 857 660 $   | Dur (ext.) | Max Purcell  | Jamie Murray Michael Venus | 6-4, 6-1  | Parcours |

### Finales en double messieurs
| No | Date       | Nom et lieu du tournoi         | Catégorie | Dotation  | Surface      | Vainqueurs                        | Partenaire       | Score            |          |
| -- | ---------- | ------------------------------ | --------- | --------- | ------------ | --------------------------------- | ---------------- | ---------------- | -------- |
| 1  | 13-02-2023 | Delray Beach Open Delray Beach | ATP 250   | 642 735 $ | Dur (ext.)   | Marcelo Arévalo Jean-Julien Rojer | Reese Stalder    | 6-3, 6-4         | Parcours |
| 2  | 05-02-2024 | Dallas Open Dallas             | ATP 250   | 756 020 $ | Dur (int.)   | Max Purcell Jordan Thompson       | William Blumberg | 6-4, 2-6, [10-8] | Parcours |
| 3  | 03-07-2025 | The Championships Wimbledon    | G. Chelem | NC £      | Gazon (ext.) | Julian Cash Lloyd Glasspool       | David Pel        | 6-2, 7-63        | Parcours |

## Parcours dans les tournois duGrand Chelem

### En simple
| Année | Open d'Australie | Open d'Australie   | Internationaux de France | Internationaux de France | Wimbledon       | Wimbledon      | US Open         | US Open         |
| ----- | ---------------- | ------------------ | ------------------------ | ------------------------ | --------------- | -------------- | --------------- | --------------- |
| 2022  | —                | —                  | —                        | —                        | —               | —              | 1er tour (1/64) | Rafael Nadal    |
| 2023  | 2e tour (1/32)   | Stéfanos Tsitsipás | —                        | —                        | —               | —              | 1/8 de finale   | Frances Tiafoe  |
| 2024  | 1er tour (1/64)  | Jan-Lennard Struff | 1er tour (1/64)          | Luciano Darderi          | 1er tour (1/64) | Flavio Cobolli | 2e tour (1/32)  | Grigor Dimitrov |
| 2025  | 1er tour (1/64)  | Mitchell Krueger   | 1er tour (1/64)          | Reilly Opelka            | 2e tour (1/32)  | Ben Shelton    |                 |                 |

N.B. : à droite du résultat se trouve le nom de l'ultime adversaire.

### En double messieurs
| Année | Open d'Australie                                                                    | Open d'Australie                                                                        | Internationaux de France                                                          | Internationaux de France                                                          | Wimbledon | Wimbledon | US Open | US Open |
| ----- | ----------------------------------------------------------------------------------- | --------------------------------------------------------------------------------------- | --------------------------------------------------------------------------------- | --------------------------------------------------------------------------------- | --------- | --------- | ------- | ------- |
| 2022  | 2e tour (1/16) T. Schoolkate \|\| style="text-align:left;" \| John Peers F. Polášek | —                                                                                       | —                                                                                 | —                                                                                 | —         | —         | —       |         |
| 2023  | Victoire J. Kubler                                                                  | Hugo Nys J. Zieliński                                                                   | 1er tour (1/32) J. Kubler \|\| style="text-align:left;" \| F. Cabral Rafael Matos | 2e tour (1/16) J. Kubler \|\| style="text-align:left;" \| W. Koolhof Neal Skupski | —         | —         |         |         |
| 2024  | 2e tour (1/16) J. Kubler \|\| style="text-align:left;" \| Y. Hanfmann D. Köpfer     | 2e tour (1/16) G. Andreozzi \|\| style="text-align:left;" \| M. Guinard G. Jacq         | 2e tour (1/16) John Peers \|\| style="text-align:left;" \| Neal Skupski M. Venus  | 2e tour (1/16) L. Glasspool \|\| style="text-align:left;" \| R. Ram J. Salisbury  |           |           |         |         |
| 2025  | 1er tour (1/32) J. Kubler \|\| style="text-align:left;" \| M. Arévalo M. Pavić      | 1er tour (1/32) M. Kecmanović \|\| style="text-align:left;" \| Julian Cash L. Glasspool | Finale David Pel                                                                  | Julian Cash L. Glasspool                                                          |           |           |         |         |

N.B. : le nom du partenaire se trouve sous le résultat ; le nom des ultimes adversaires se trouve à droite.

### En double mixte
| Année | Open d'Australie                                                                | Open d'Australie | Internationaux de France | Internationaux de France | Wimbledon | Wimbledon | US Open | US Open |
| ----- | ------------------------------------------------------------------------------- | ---------------- | ------------------------ | ------------------------ | --------- | --------- | ------- | ------- |
| 2023  | 2e tour (1/8) K. Birrell \|\| style="text-align:left;" \| O. Gadecki M. Polmans | —                | —                        | —                        | —         | —         | —       |         |

N.B. : le nom de la partenaire se trouve sous le résultat ; le nom des ultimes adversaires se trouve à droite.

## Participation auMasters

### En double
| Année | Ville | Surface    | Partenaire   | Résultats | Résultat final    |
| ----- | ----- | ---------- | ------------ | --------- | ----------------- |
| 2023  | Turin | Dur (int.) | Jason Kubler | 0v, 3d    | Éliminé en poules |

## Parcours dans lesMasters 1000
| Année | Indian Wells         | Miami                     | Monte-Carlo | Madrid             | Rome               | Canada              | Cincinnati | Shanghai               | Paris |
| ----- | -------------------- | ------------------------- | ----------- | ------------------ | ------------------ | ------------------- | ---------- | ---------------------- | ----- |
| 2023  | 2e tour S. Báez      | —                         | —           | —                  | —                  | —                   | —          | 2e tour S. Tsitsipás   | —     |
| 2024  | —                    | 1er tour v. d. Zandschulp | —           | —                  | 1er tour J. Munar  | 2e tour G. Dimitrov | —          | 1er tour M. Kecmanović | —     |
| 2025  | 2e tour B. Nakashima | 2e tour N. Djokovic       | —           | 1er tour R. Opelka | 1er tour C. Moutet |                     |            |                        |       |

N.B. : sous le résultat se trouve le nom de l’ultime adversaire.

## Classements ATP en fin de saison
| Année          | 2018 | 2019 | 2020 | 2021 | 2022 | 2023 |
| Rang en simple | 1745 | 746  | 681  | 369  | 167  | 71   |
| Rang en double | 1405 | 1251 | 1320 | 641  | 280  | 23   |

Source : (en) Classements de Rinky Hijikata sur le site officiel de la Fédération internationale de tennis